# La la land (cançó)
«La La Land» és una cançó interpretada per la cantant i compositora estatunidenca Demi Lovato, inclosa en el seu primer àlbum d'estudi Do not Forget (2008). Lovato, Nick, Joe i Kevin Jonas la van compondre i aquests últims tres la van produir amb John Fields. Hollywood Records la va llançar per a la seva distribució digital com el segon senzill del disc a iTunes el 10 d'abril de 2009. Musicalment, és un tema dels gèneres pop-rock, dance pop i teen pop que parla sobre «defensar-se dels mals de Hollywood» i «no ser canviat per la fama».
Va rebre majoritàriament comentaris positius per part dels crítics musicals, alguns d'ells van dir que la veu de Lovato era «agradable» i «bona». D'altra banda, va obtenir una recepció comercial regular, ja que va aconseguir la posició 52 en els Estats Units i el top 40 al Regne Unit i Irlanda. El duo The Malloys va dirigir el vídeo musical, on apareixen els protagonistes de la sèrie de Disney Channel, Sonny with a Chance.